# Ctenus coccineipes
Ctenus coccineipes är en spindelart som beskrevs av Pocock 1903. Ctenus coccineipes ingår i släktet Ctenus och familjen Ctenidae. Inga underarter finns listade i Catalogue of Life.